# Лань
Лань, или европейская лань (лат. Dama dama) — олень средней величины, распространённый в Европе и Передней Азии. Изначально, после окончания последнего ледникового периода, его ареал, вероятно, ограничивался Южной Европой и Малой Азией, но благодаря воздействию человека он появился и в других частях мира. Для него характерны широкие рога, в особенности у зрелых самцов, а также пятнистая летняя окраска. 
Во многих странах является интродуцированным животным.

## Название
рус. Лань восходит к праслав.*olni, форме женского рода существительного *elenь «олень» . Значение «самка оленя» сохраняется в диалектах.

## Внешность
Лань значительно крупнее, чем косуля, но меньше и легче, чем благородный олень. Европейский подвид достигает длины от 130 до 175 см, имеет хвост длиной 20 см и рост в холке от 80 до 105 см. Его вес варьирует от 65—110 кг у самцов и до 45—70 кг у самок. Самцы несколько более крупной иранской лани (Dama mesopotamica) достигают длины свыше 2 м. У лани более мускулистое тело и более короткая шея и конечности, чем у благородного оленя. Рога, в отличие от месопотамской лани, могут принимать лопатообразную форму, как у лосей.
Окраска лани меняется в зависимости от времени года. Летом она на верхней стороне и кончике хвоста красновато-коричневая с белыми пятнами. Нижняя сторона и ноги более светлые. Зимой голова, шея и уши окрашены в тёмно-коричневый цвет, спина и бока почти чёрные, нижняя сторона пепельно-серая. Нередки и совсем чёрные или белые фенотипы.

## Образ жизни

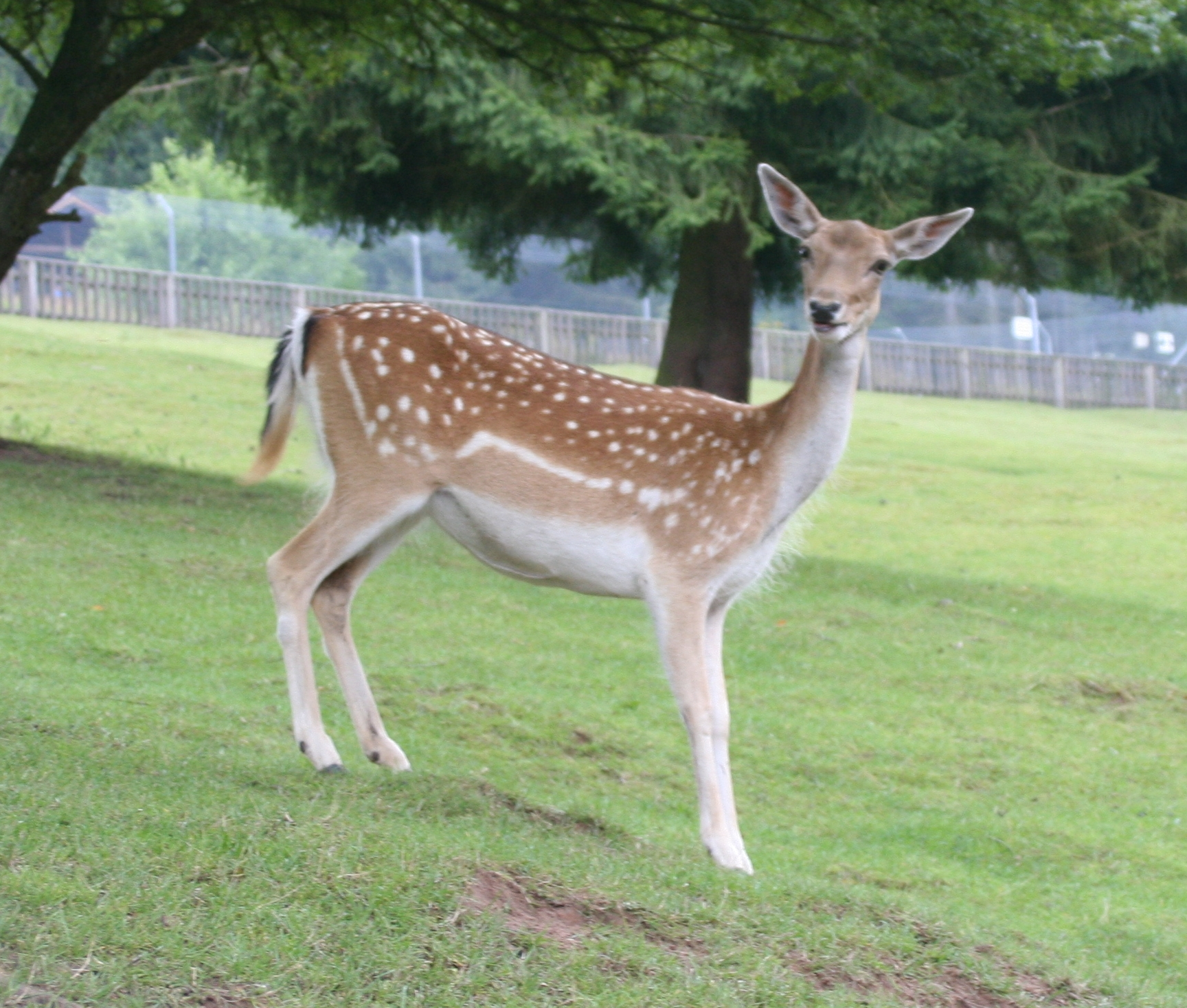
Самка лани

Образ жизни европейской лани напоминает образ жизни благородного оленя, однако она несколько непритязательнее и придерживается главным образом сосновых рощ и паркообразных ландшафтов. Она менее пуглива и осторожна, однако не уступает благородному оленю в скорости и проворности. Лань — жвачное и исключительно травоядное животное. Их пищу составляет трава и листва деревьев. Иногда они срывают и древесную кору, однако не наносят лесу такого ущерба, как благородные олени.
Период спаривания начинается в сентябре и длится до середины ноября. В это время самцы громко трубят, призывая самок и подчёркивая права на свой ареал. Сильные самцы утверждаются в ареале, вырывая в земле неглубокие углубления для лёжки, из которых они трубят и в лежачем положении. Самки передвигаются в небольших группах и ищут ареалы наиболее сильных оленей. Однако, в отличие от благородного оленя, самец не сгоняет их в стадо и не мешает покидать свой ареал.
От середины июня до конца июля, после 32-недельной беременности, самки отделяются от группы и рождают на свет детёнышей, чаще всего одного, изредка двух. Кормление молоком длится около 4 месяцев. Половую зрелость молодняк достигает в возрасте от двух до трёх лет. В целом, их продолжительность жизни достигает 30 лет. Новорождённые детёныши иногда становятся жертвами лисиц, кабанов и воронов.

## Распространение
На протяжении последнего межледниковья лань была распространена на территории всей Центральной и Южной Европы, однако в эпоху последовавшего похолодания её ареал ограничился Малой Азией и, возможно, Северной Африкой. В древности финикийцы и за ними римляне ввозили лань во многие страны средиземноморского региона, в том числе в Грецию, Италию и Испанию. Аристотель и Плиний Старший упоминают о ней как о постоянном жителе их страны. Отдельные находки из античной эпохи встречаются и в городах к северу от Альп, например в Трире. В Средние века лань была привезена в Англию и через Данию в Центральную Европу. В Восточной Европе встречается в Литве, Латвии и на западе Белоруссии, преимущественно в Полесской зоне. При этом её поначалу держали в загонах и потом успешно выселяли в дикую природу. В наше время лань также нередко содержится в частных загонах для дичи. Этот вид был завезён и в Северную Америку, Австралию, Новую Зеландию, Южную Африку, Чили, Перу, Аргентину, Японию и на Мадагаскар, где сегодня также живут дикие популяции.

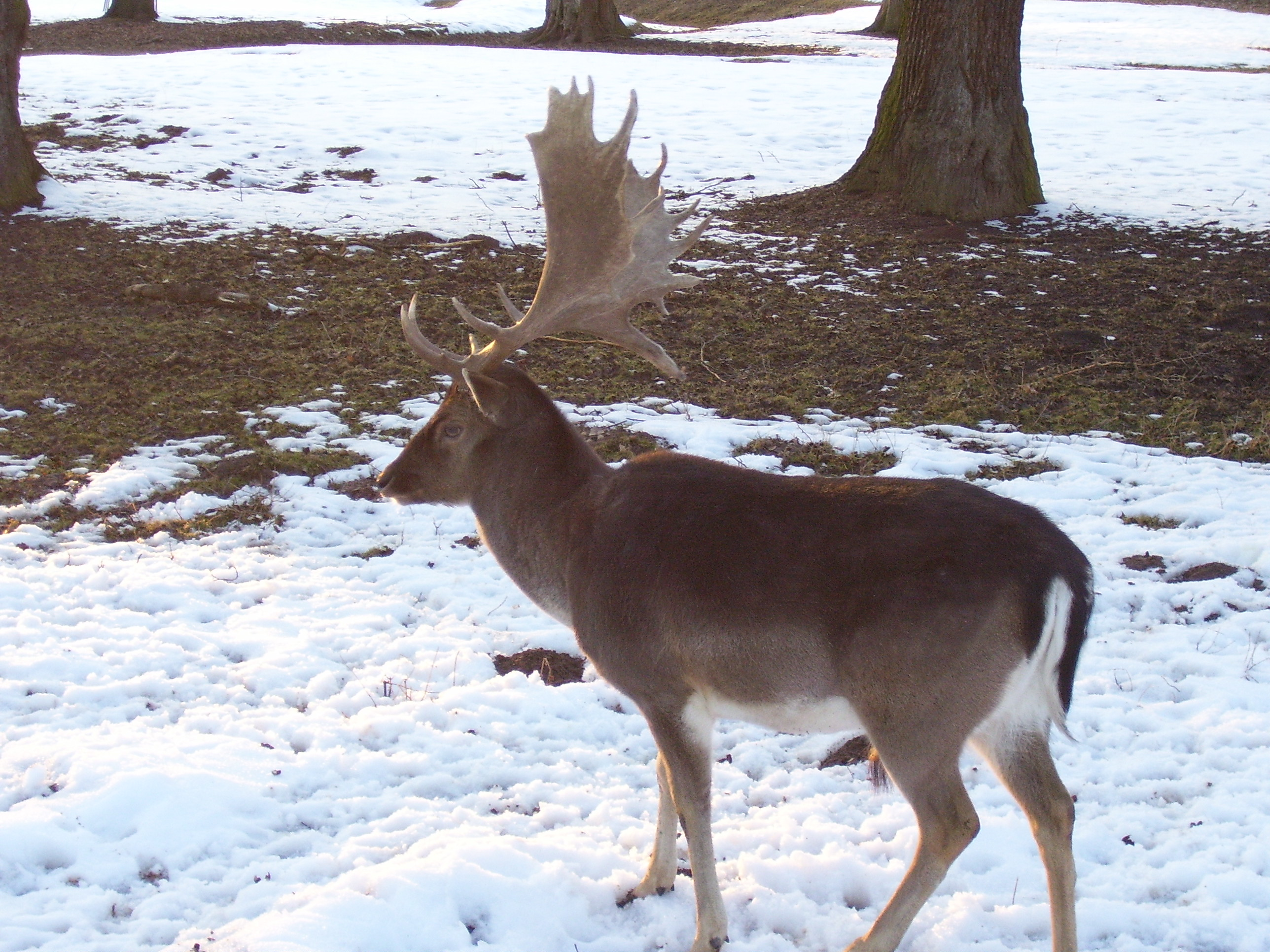
Самец с рогами-лопатами и зимней окраской шерсти

В то же время во многих частях своего естественного ареала лань стала очень редким животным. В XIX веке она исчезла из Северной Африки, около 1900 года её не стало в континентальной части Греции, а в 1950-х годах — в Сардинии. В азиатской части её ареала она тоже почти исчезла. О возможном присутствии лани в Эфиопии говорят только несколько художественных реликтов.
Лань предпочитает жить в лесах с многочисленными лужайками и открытыми местами, но умеет хорошо приспосабливаться к разным сферам обитания и встречается даже на острове Нордерней в Северном море. Величина групп ланей колеблется в зависимости от региона и местности, но в отдельных случаях может достигать 80 особей.

## Систематика
Некоторые зоологи считают иранскую лань (Dama mesopotamica) и европейскую лань подвидами одного и того же вида. Раньше лань относили к роду Cervus.

## Лань в культуре человека
Лани издавна являются излюбленным объектом охоты. Также они считаются символом грациозности, быстроты и изящества. В древнегреческой мифологии Керинейская лань была волшебным и священным существом, принадлежащим богине охоты Артемиде.
В Польше разводят ланей на сельскохозяйственных фермах для получения мяса и шкур. Лань была включена в 2002 году в список наиболее распространённых сельскохозяйственных животных Польши.

## Галерея

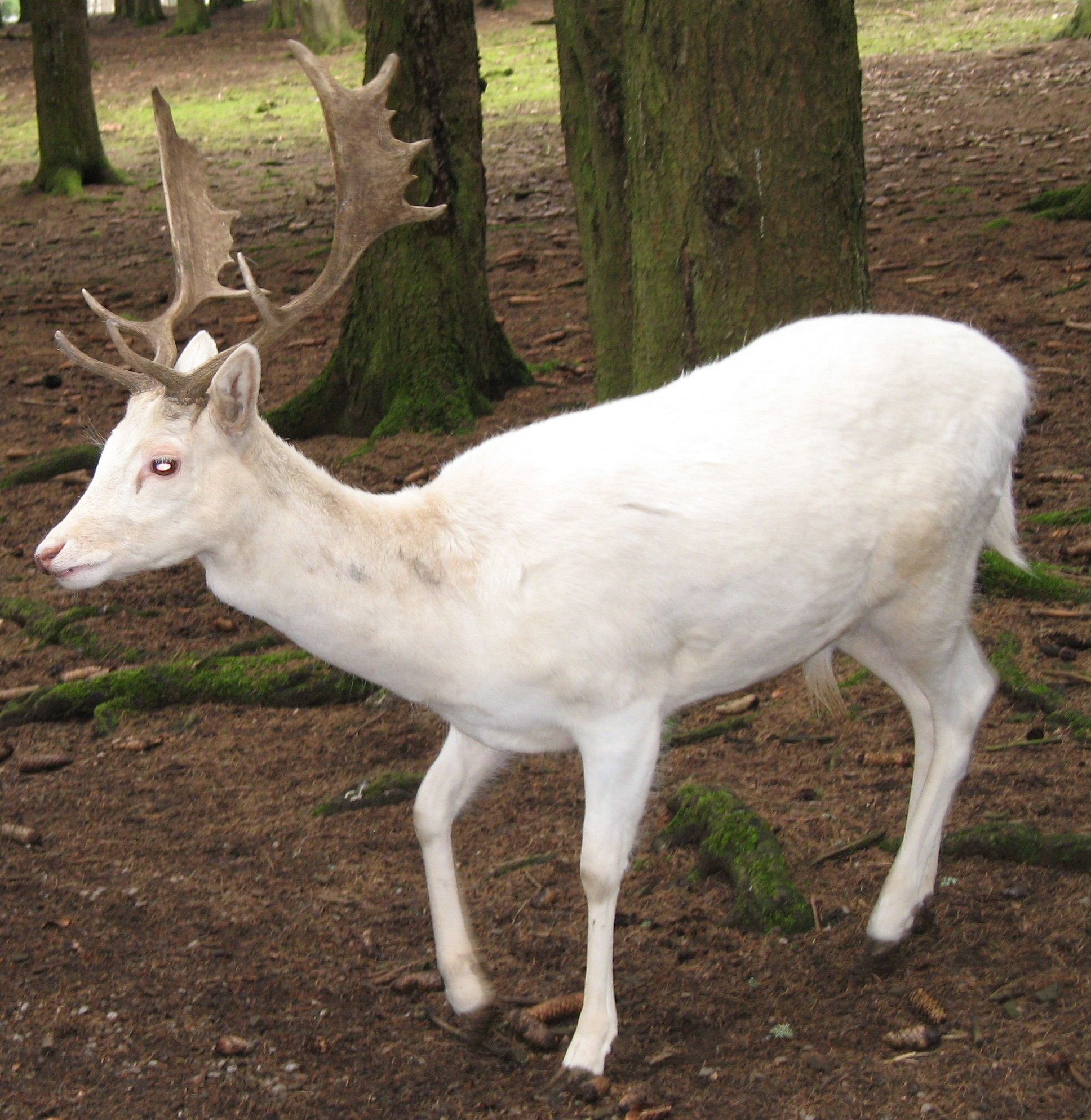
Лань-альбинос
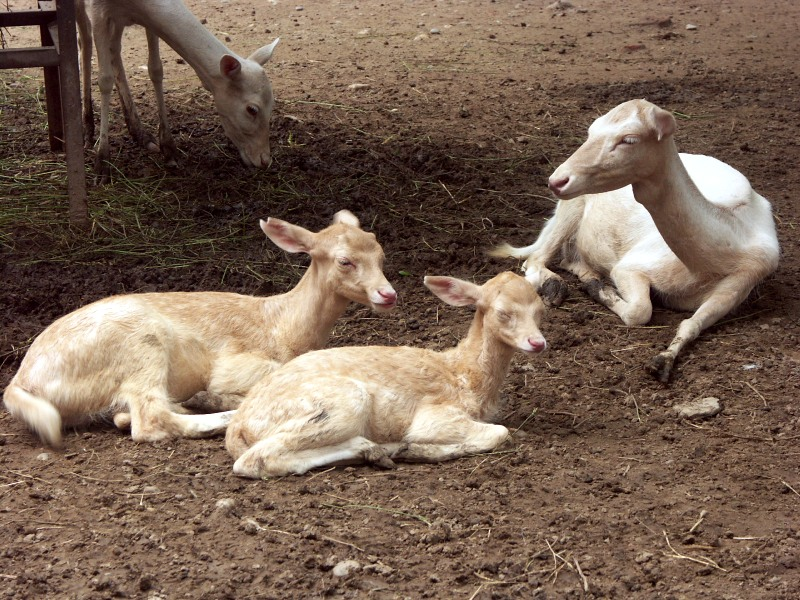
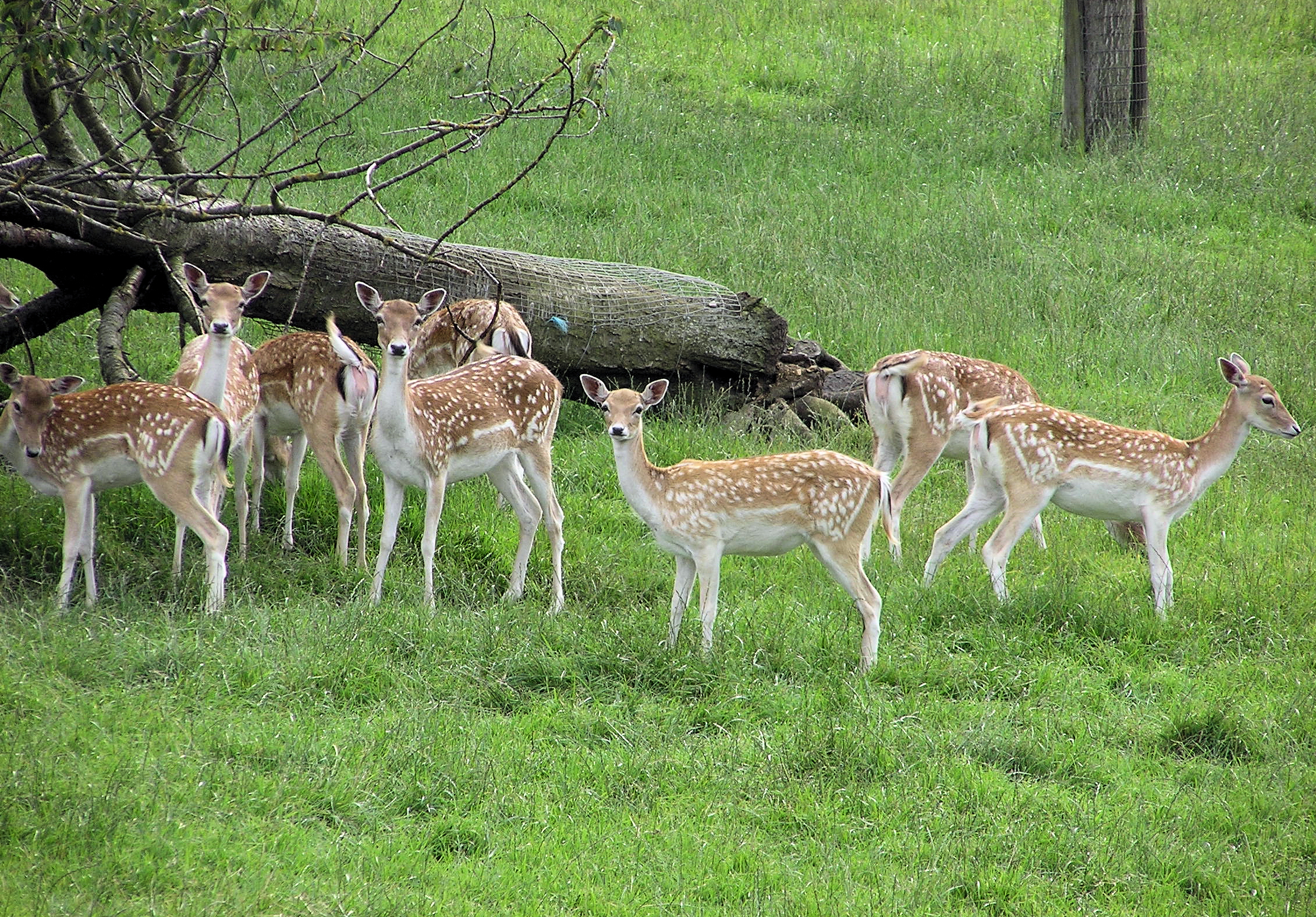
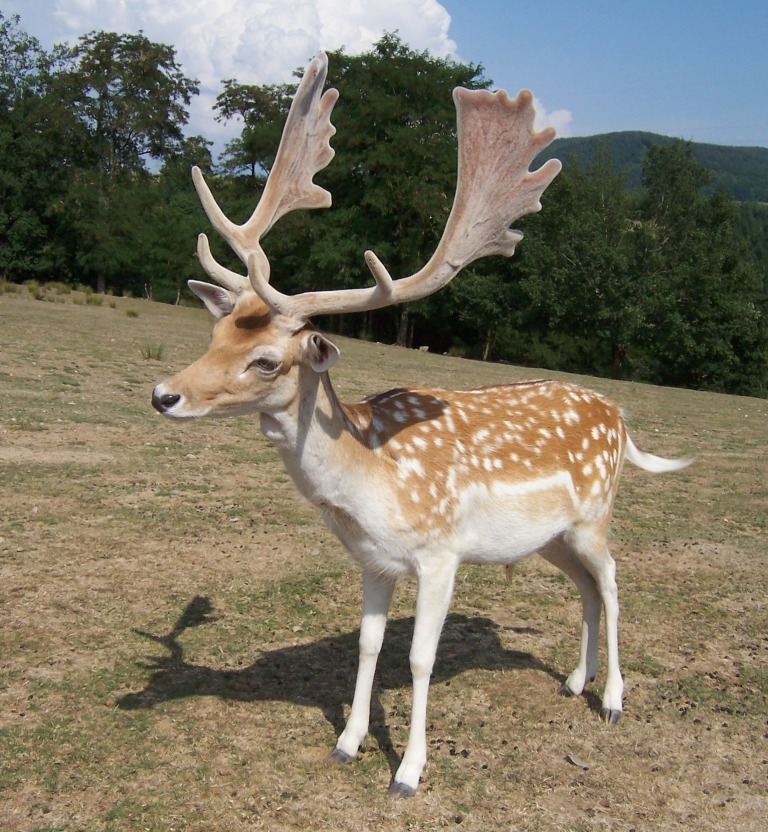
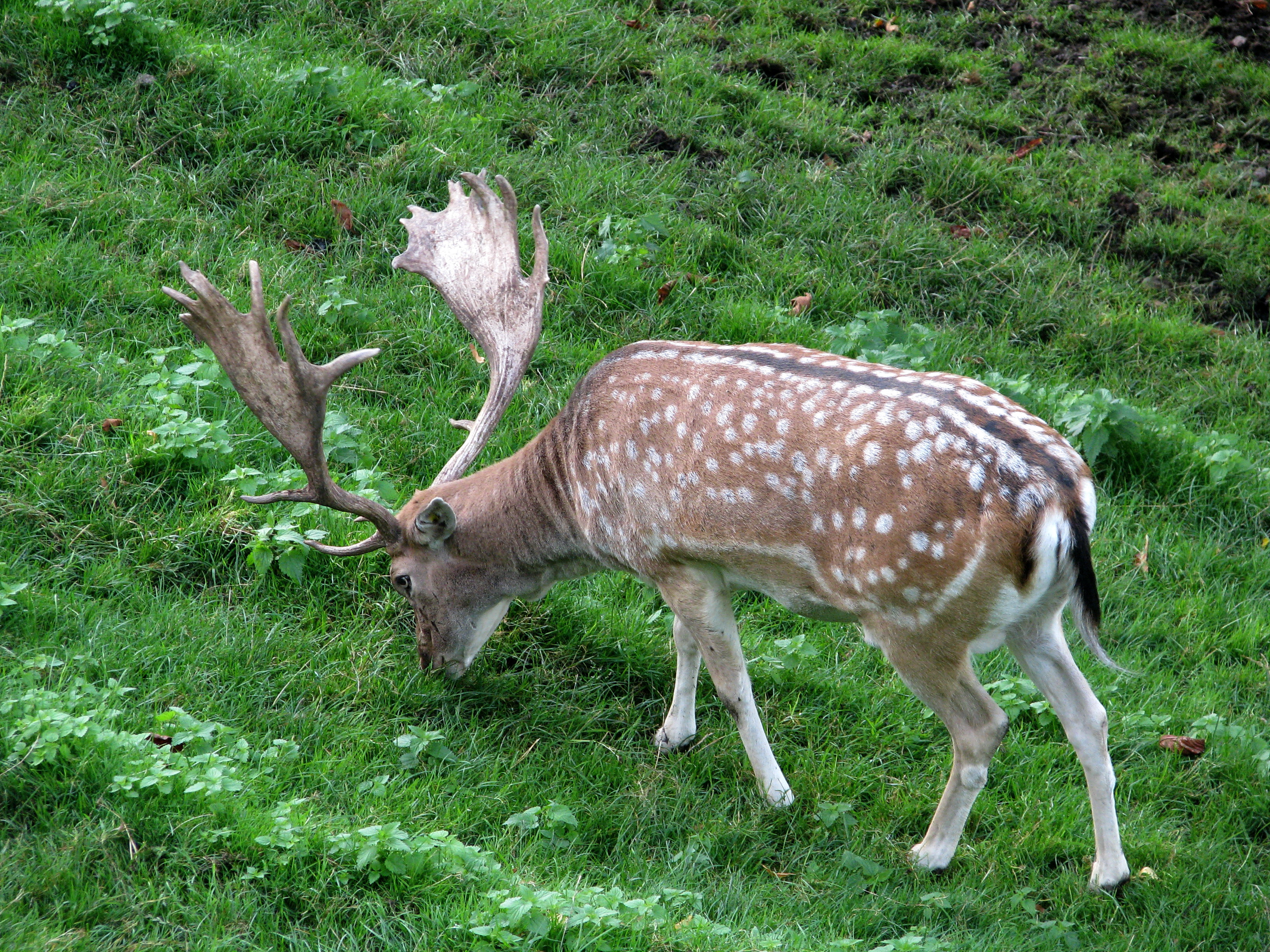
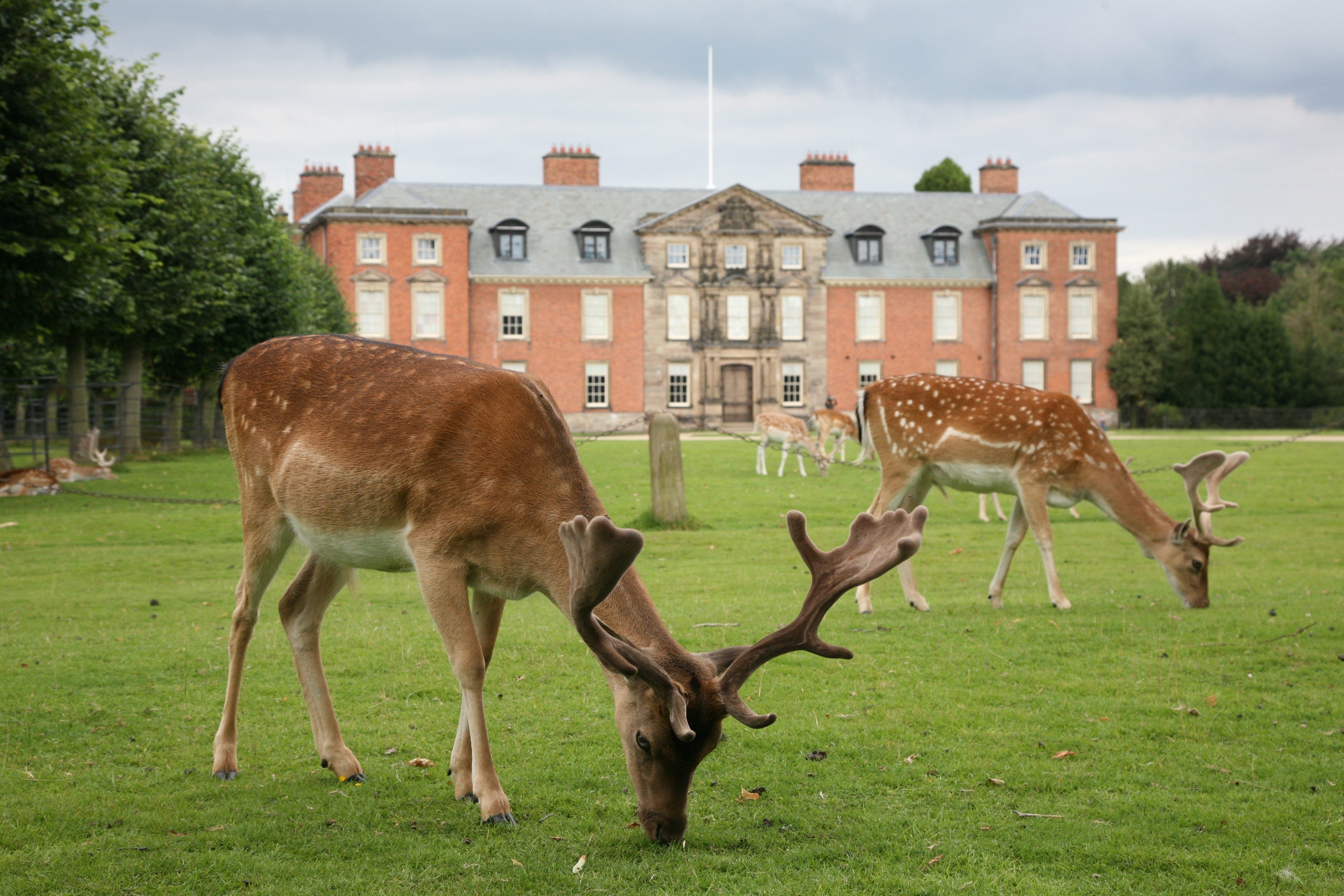